# Královská vila (Drač)
Královská vila (albánsky Vila mbretërore e Durrësit) je vila bývalého albánského krále Zoga I. Nachází se ve městě Drač na 70 m vysokém vrcholku nad městem. Vznikla ve 20. letech 20. století a je jednou z dominant města. Architektem vily byl italský Florestano Di Fausto.
Rezidence krále byla financována na základě půjčky Itálie Albánii, kterou královská vláda podepsala v roce 1925. O dva roky později byly zahájeny stavební práce. Ty se však neustále zpožďovaly; na výstavbu rezidence byly realizovány stále nové a nové půjčky a dokončení objektu se uskutečnilo až v roce 1937. Narušilo je rovněž zemětřesení a nestabilita základů v nepříliš vhodné půdě pro stavbu takové velikosti.
Po druhé světové válce byla vila využívána jako rezidence pro komunistickou vládu. V Albánské lidové socialistické republice byli v budově hosty komunističtí vůdci od Nikity Chruščova po kambodžského prince Samda Norodoma Sihanouka. Navštívil ji i bývalý americký prezident Jimmy Carter. V roce 1997 byl během nepokojů v zemi vnitřek budovy vyrabován. Její rekonstrukce se uskutečnila o deset let později.